# Réserve naturelle d'Averøya
La réserve naturelle d'Averøya (105 hectare dont 85 hectare de surface maritime) est une réserve naturelle norvégienne située dans les communes de Ringerike et  Hole, dans le Buskerud. La réserve naturelle est située de l'embouchure de la rivière Storelva jusqu'au Nordfjord (bras de Tyrifjorden), et comprend une partie de la rivière Storelva, le delta d'eau douce (bancs de sable), ainsi que la péninsule à fleur d'eau appelée Averøya. La réserve fait partie à la fois du Système de zones humides de Nordre Tyrifjorden et de la Zone de conservation des oiseaux de Tyrifjorden en raison de son importance pour les oiseaux migrateurs. 
La réserve a été créée le 28. Juin 1985 afin de préserver la riche et varié des zones humides et leur végétation. Devenu site ramsar en 1996, le plan de gestion approuvé 20. Octobre 1999.
La végétation est très variée malgré la faible surface. En plus d'une plage de sable et d'une prairie humide mélangée à une forêt marécageuse, on trouve également des tourbières, des forêts de trembles, de bouleaux et de pins. La zone borde les terres cultivées. C'est un lieu particulièrement important pour le repos des oiseaux des zones humides lors de leur migration, en particulier au printemps. C'est aussi un lieu d'hivernage pour les cygnes chanteurs. 173 espèces d'oiseaux ont été identifiées dans la réserve, dont 77 espèces d'oiseaux des zones humides.